# Леопардовый заказник
Леопардовый заказник — государственный зоологический заказник. Располагается в юго-западной части Приморского края (Хасанский район, Надеждинский район) вдоль государственной границы с Китаем, имеет отведенную площадь 169,5 тыс. га. Создан в 2008 году путём объединения двух других заказников: Барсовый и Борисовское плато для консолидации основных территорий обитания краснокнижного дальневосточного леопарда в рамках одной ООПТ. На юго-востоке граничит с заповедником Кедровая Падь, на территории которого также обитает леопард.
Растительность на территории представлена хвойно-широколиственными и широколиственными лесами, редкими и исчезающими видами сосудистых растений, основные лесообразующие породы — дуб монгольский, пихта цельнолистная, липы амурская и маньчжурская.
Кроме того, в заказнике обитают следующие охраняемые виды млекопитающих: амурский тигр, амурский (восточный) горал, дальневосточный лесной кот, красный волк, кабарга, росомаха, обычный гималайский медведь, енотовидная собака, барсук, колонок, лисица, маньчжурский заяц, пятнистый олень, косуля, кабан, изюбр.
В апреле 2012 года вошёл в состав национального парка «Земля леопарда».